# Octopus (Gentle Giant)
Octopus è il quarto album in studio del gruppo britannico di rock progressivo Gentle Giant, pubblicato nel 1972 dalla Vertigo.

## Storia
È l'ultimo album del gruppo con uno dei suoi membri fondatori, Phil Shulman, e il primo con il batterista John Weathers, che sarebbe rimasto con la band fino allo scioglimento nel 1980.

## Copertina
La versione inglese dell'album ha la copertina realizzata da Roger Dean, mentre la versione statunitense ha la copertina realizzata da Charles White.

## Brani
La canzone The Advent of Panurge è ispirata dai libri di Gargantua e Pantagruel di François Rabelais, mentre A Cry for Everyone è ispirata ai lavori e al credo dello scrittore franco-algerino Albert Camus. Knots, infine, è ispirata dall'omonimo libro dello psichiatra scozzese Ronald Laing.

## Accoglienza
Nel giugno 2015 la rivista Rolling Stone ha collocato l'album alla 16ª posizione nella classifica dei 50 migliori album progressive di tutti i tempi.

## Tracce
Testi e musiche di Derek Shulman, Ray Shulman, Phil Shulman e Kerry Minnear.
Lato A
1. The Advent of Panurge – 4:40
2. Raconteur Troubadour – 3:59
3. A Cry for Everyone – 4:02
4. Knots – 4:09

Lato B
1. The Boys in the Band (strumentale) – 4:32
2. Dog's Life – 3:10
3. Think of Me with Kindness – 3:33
4. River – 5:54

## Formazione
- Gary Green – chitarra, percussioni
- Kerry Minnear – tastiere, vibrafono, percussioni, violoncello, moog, voce, cori
- Derek Shulman – voce, sassofono contralto
- Phil Shulman – sassofono, tromba, mellofono, voce, cori
- Ray Shulman – basso, violino, chitarra, percussioni, voce
- John Weathers – batteria, percussioni, xilofono